# Zhu Shijie
En aquest nom xinès, el cognom és Zhu.
Zhu Shijie (xinès tradicional: 朱世傑)  (Pequín, 1249 - valor desconegut, 1314), amb nom de cortesia Hanqing (漢卿), pseudònim: Songting (松庭)), fou un matemàtic i educador de l'època Yuan, dedicat tota la vida a la docència de les matemàtiques.

## Vida i obra
Es coneix molt poc sobre la vida de Zhu Shijie, només unes poques línies escrites per un tal Mo Ruo en el prefaci d'una de les seves obres, en el qual afirma que va viatjar durant molt temps i que va tenir molts alumnes.
L'any 1279, la dinastia Yuan va substituir la dinastia Song i sembla que en aquesta època es va instal·lar a Yangzhou, tot i que sembla que sempre va ser un "matemàtic independent", que practicava la seva activitat fora de qualsevol marc institucional.
El 1299 va publicar a Yangzhou la seva primera obra: el Suanxue qimeng (Introducció als estudis matemàtics), que, en la seva versió original contenia 259 problemes en tres volums. Es tracta d'un text de matemàtiques elementals que, pel seu contingut polifacètic i per la seva col·lecció de regles i taules, es va convertir en un llibre de matemàtiques important, no solament a la Xina, sinó també a Corea i al Japó.
El 1303 va publicar la seva obra més representativa: el Siyuan Yujian (El mirall de jade dels quatre elements (o incògnites)), amb 288 problemes sobre equacions fins a quart grau. Malauradament, aquest llibre no va tenir la mateixa repercussió i va estar quasi desaparegut fins que en el segle XVII va ser redescobert i se'n van publicar diversos comentaris. En aquest text, Zhu Shijie posa notable èmfasi en el concepte d'estructura matemàtica per resoldre els problemes i es recolza en els diagrames que la representen.
Els resultats de Zhu Shijie representen l'elevat nivell matemàtic assolit a les dinasties Song (960-1279) i Yuan (1279-1368), perquè va absorbir diverses idees avançades i en feu un desenvolupament creatiu. El seu émfasi en l'estructura, va caracteritzar totes les matemàtiques xineses fins els nostres temps.

## Obres
- Suanxue qimeng (Introducció als estudis matemàtics) (1299, conegut a Corea i Japó)
- Siyuan yujian (El mirall de jade dels quatre elements) (1303)

## Contribucions notables
- Si yuan shu (mètode per resoldre equacions de grau superior)[9]
- Duoji (mètode de les acumulacions discretes)[10]
- Zuo Shi (mètode d'eliminació per a resoldre sistemes d'equacions amb varies incògnites)[11]